# Duello nel Pacifico
Duello nel Pacifico (Hell in the Pacific) è un film del 1968 diretto da John Boorman e interpretato da Lee Marvin e Toshirō Mifune. Il film uscì negli Stati Uniti il 18 dicembre 1968.

## Trama
Durante la seconda guerra mondiale, un pilota statunitense abbattuto giunge su di un'isola in mezzo all'oceano Pacifico, dove l'unico occupante è il capitano Tsuruhiko Kuroda della marina imperiale giapponese. In un primo tempo il conflitto tra le due nazioni li divide e tra i due uomini inizia una battaglia personale. La loro permanenza è quindi costellata di episodi di guerra, sostanzialmente per il possesso delle poche risorse di acqua e cibo, e di macabri scherzi fino a quando Kuroda cattura l'americano e lo lega ad un primitivo patibolo, ma la furbizia dell'avversario farà sì che presto nella stessa situazione si trovi il giapponese.
L'istinto di sopravvivenza ha però il sopravvento e i due uomini decidono di unire le forze, costruiscono perciò una zattera con canne di bambù per poi traversare l'oceano. Riescono quindi, dopo un difficoltoso viaggio, a giungere su un'altra isola dove trovano tra le rovine di un presidio militare alcuni beni di sussistenza.
Dopo essersi rasati e ripuliti, i due naufraghi trovano una bottiglia di sakè ed iniziano a bere, ma il capitano giapponese si imbatte in una copia della rivista statunitense Life, all'interno della quale sono pubblicate alcune fotografie raffiguranti soldati giapponesi caduti o catturati; è a quel punto che lo spirito di collaborazione, complice il caldo, l'incomprensione delle due lingue, la solitudine e la situazione di belligeranza che nonostante tutto continua ad esistere, tende a svanire prima del tragico epilogo.

## Il finale
La sceneggiatura prevedeva un finale in cui il capitano Tsuruhiko Kuroda uccide due soldati giapponesi dopo che essi, scoperto l'aviatore americano, lo hanno decapitato. Quest'idea fu scartata e Boorman girò una scena in cui i due si separano dopo aver messo fine alla loro tregua. Il produttore Henry G. Saperstein, tuttavia, non era ancora soddisfatto del risultato e sostituì la parte finale con un'esplosione. La conclusione alternativa girata da Boorman è disponibile in alcune edizioni home video del film.

## Ambientazione
Tutte le scene esterne sono state girate nelle isole Palau, come specificato nei crediti del film.

## Riconoscimenti
- 1969 - Seminci
  - Premio San Gregorio